# Presidenti dell'Associazione Calcio Milan
Qui di seguito sono riportati i presidenti dell'Associazione Calcio Milan, società calcistica italiana per azioni con sede a Milano.

## Storia
In più di 100 anni di storia societaria, alla guida del Milan si sono avvicendati 23 presidenti. Il primo presidente della società rossonera fu Alfred Edwards, uno dei soci fondatori del club.
Il presidente più longevo della storia del Milan è Silvio Berlusconi, che si insediò nel 1986 e ricoprì la carica fino al 2004, quando si dimise a seguito dell'approvazione di una legge disciplinante i conflitti d'interesse. Fu poi presidente per altri due anni, dal 2006 al 2008, quando lasciò la carica per lo stesso motivo, dopo essere diventato Presidente del Consiglio, e presidente onorario dal 2012 al 2017, quando, dopo 31 anni di gestione, cedette la proprietà. Proprio alla gestione di Berlusconi è legata la presidenza più vittoriosa nella storia del club, con 26 trofei conquistati, che salgono a 29 se si considera il periodo in cui la carica fu vacante, per i motivi sopra citati, ma durante il quale Berlusconi mantenne la proprietà del club.
Tra gli altri presidenti della storia del Milan si segnalano: Piero Pirelli, in carica per 19 anni, dal 1909 al 1928, celebre per aver fatto costruire lo stadio di San Siro; Andrea Rizzoli, alla cui guida il Milan vinse 4 scudetti e la sua prima Coppa dei Campioni, e  che fece edificare il centro sportivo di Milanello; Franco Carraro, anch'egli vincitore di una Coppa dei Campioni e della prima Coppa Intercontinentale del club rossonero.

## Lista dei presidenti
Di seguito l'elenco dei presidenti del Milan e dei facenti funzione negli anni di vacanza della carica, nonché la loro nazionalità e i relativi trofei vinti:
- 1899-1909  Alfred Edwards
- 1909-1928  Piero Pirelli
- 1928-1929  Luigi Ravasco
- 1929-1933  Mario Benazzoli
- 1933 Carica vacante (Commissario: Luigi Ravasco)
- 1933-1935  Luigi Ravasco
- 1935-1936  Pietro Annoni
- 1936 Carica vacante (Reggenti: Pietro Annoni, Giovanni Lorenzini, Rino Valdameri)
- 1936-1939  Emilio Colombo
- 1939-1940  Achille Invernizzi
- 1940-1944 Carica vacante (Commissario: Umberto Trabattoni)
- 1944-1945 Carica vacante (Reggente: Antonio Busini)
- 1945-1954  Umberto Trabattoni
- 1954-1963  Andrea Rizzoli
- 1963-1965  Felice Riva
- 1965-1966 Carica vacante (Commissario: Federico Sordillo)
- 1966-1967  Luigi Carraro
- 1967-1971  Franco Carraro
- 1971-1972  Federico Sordillo
- 1972-1975  Albino Buticchi
- 1975-1976  Bruno Pardi
- 1976-1977  Vittorio Duina
- 1977-1980  Felice Colombo
- 1980-1982  Gaetano Morazzoni
- 1982-1986  Giuseppe Farina
- 1986  Rosario Lo Verde
- 1986-2004  Silvio Berlusconi
- 2004-2006 Carica vacante (Vicepresidente vicario: Adriano Galliani)
- 2006-2008  Silvio Berlusconi
- 2008-2017 Carica vacante (Vicepresidente vicario: Adriano Galliani)
- 2017-2018  Li Yonghong
- 2018-presente  Paolo Scaroni

## Titoli vinti
Di seguito l'elenco cronologico dei presidenti che hanno vinto trofei ufficiali alla guida del Milan.
| Nome               | Scudetti | Coppe Italia | Supercoppe italiane | Serie B | Coppe dei Campioni/ Champions League | Coppe delle Coppe | Supercoppe UEFA | Coppe Intercontinentali | Coppe del mondo per club | Totale |
| ------------------ | -------- | ------------ | ------------------- | ------- | ------------------------------------ | ----------------- | --------------- | ----------------------- | ------------------------ | ------ |
| Alfred Edwards     | 3        |              |                     |         |                                      |                   |                 |                         |                          | 3      |
| Umberto Trabattoni | 1        |              |                     |         |                                      |                   |                 |                         |                          | 1      |
| Andrea Rizzoli     | 4        |              |                     |         | 1                                    |                   |                 |                         |                          | 5      |
| Luigi Carraro      |          | 1            |                     |         |                                      |                   |                 |                         |                          | 1      |
| Franco Carraro     | 1        |              |                     |         | 1                                    | 1                 |                 | 1                       |                          | 4      |
| Federico Sordillo  |          | 1            |                     |         |                                      |                   |                 |                         |                          | 1      |
| Albino Buticchi    |          | 1            |                     |         |                                      | 1                 |                 |                         |                          | 2      |
| Vittorio Duina     |          | 1            |                     |         |                                      |                   |                 |                         |                          | 1      |
| Felice Colombo     | 1        |              |                     |         |                                      |                   |                 |                         |                          | 1      |
| Gaetano Morazzoni  |          |              |                     | 1       |                                      |                   |                 |                         |                          | 1      |
| Giuseppe Farina    |          |              |                     | 1       |                                      |                   |                 |                         |                          | 1      |
| Silvio Berlusconi  | 7        | 1            | 5                   |         | 5                                    |                   | 5               | 2                       | 1                        | 26     |
| Carica vacante     | 1        |              | 2                   |         |                                      |                   |                 |                         |                          | 3      |
| Paolo Scaroni      | 1        |              | 1                   |         |                                      |                   |                 |                         |                          | 2      |

## Biografie dei presidenti

### Alfred Edwards
Socio cofondatore del Milan, presiedette la società rossonera dal 1899 al 1909. Nel gennaio del 1900 affiliò il Milan alla Federazione Italiana Football e successivamente delegò la piena conduzione della società rossonera a Edward Nathan Berra, già vicepresidente del Milan, a causa dei suoi impegni politici e lavorativi. Sotto la sua presidenza il Milan vinse i primi tre campionati della sua storia (1901, 1906 e 1907).

### Piero Pirelli
Figlio di Giovanni Battista Pirelli, fondatore dell'impresa omonima, fu presidente del Milan dal 1909 al 1928 e costruì a sue spese, nel 1926, lo stadio San Siro, che fu poi dedicato a Giuseppe Meazza. Sotto la sua presidenza la squadra conquistò l'unica edizione della Coppa Federale, torneo che prese il posto del campionato durante la guerra.

### Luigi Ravasco
Ricoprì la carica di presidente del Milan dal 1928 al 1929 e dal 1933 al 1935, nonché quella di commissario straordinario nel 1933. Fu anche dirigente della società rossonera nella stagione 1935-1936.

### Mario Benazzoli
Fu vicepresidente del Milan dal 1922 al 1929 e presidente della società rossonera dal 1929 a 1933. Ricoprì la carica di direttore sportivo nella stagione 1928-1929 e quella di dirigente nella stagione 1935-36

### Pietro Annoni
Fu presidente del Milan dal 1935 al 1936. Fece parte del consiglio di reggenza, assieme a Giovanni Lorenzini e Rino Valdameri, da maggio 1936 ad ottobre 1936.

### Emilio Colombo
Fu direttore della Gazzetta dello Sport dal 1922 al 1936. Sempre nel 1936 divenne direttore del Guerin Sportivo e fu eletto presidente del Milan, carica che ricoprì fino al 1939.

### Achille Invernizzi
Fu presidente del Milan dal 1939 al 1940.

### Umberto Trabattoni
Fu commissario straordinario dal 1940 al 1944 e presidente dal 1945 al 1954. Sotto la sua presidenza il Milan vinse un campionato (1950-1951) e una Coppa Latina (1951). È ricordato per essere stato il presidente che riuscì a conquistare lo scudetto dopo 44 anni di digiuno (l'ultimo campionato vinto dai rossoneri prima di questo successo era infatti datato 1907).

### Andrea Rizzoli
Figlio dell'editore Angelo Rizzoli, fu il presidente più titolato della storia rossonera fino all'arrivo di Silvio Berlusconi. Fu presidente del Milan dalla stagione 1954-1955 alla stagione 1962-1963. Durante la sua presidenza i rossoneri vinsero quattro scudetti (1954-1955, 1956-1957, 1958-1959, 1961-1962), una Coppa Latina (1956) e una Coppa dei Campioni (1962-1963).

### Felice Riva
Fu dirigente del Milan nella stagione 1962-1963 e presidente della società rossonera dal 1963 al 1965.

### Luigi Carraro
Fu vicepresidente nella stagione 1964-1965 e presidente dal 1966 al 1967. Durante la sua presidenza il Milan vinse una Coppa Italia (1966-1967).

### Franco Carraro
Fu dirigente del Milan nella stagione 1964-1965 e presidente della società rossonera dal 1967 al 1971. Durante la sua presidenza il Milan vinse uno scudetto (1967-1968), una Coppa delle Coppe (1967-1968), una Coppa dei Campioni (1968-1969) ed una Coppa Intercontinentale (1969). Carraro fu anche presidente della FIGC a più riprese e presidente del CONI dal 1978 al 1987.

### Federico Sordillo
Ricoprì la carica di vicepresidente del Milan nella stagione 1965-1966 e dal 1967-1968 al 1970-1971, fu commissario reggente dal 1965 al 1966 e poi presidente della società rossonera dal 1971 al 1972. Fu dirigente nella stagione 1964-1965. Durante la sua presidenza il Milan vinse una Coppa Italia (1971-1972).

### Albino Buticchi
Fu presidente del Milan dal 1972 al 1975. Durante la sua presidenza la società rossonera conquistò una Coppa Italia (1972-1973) e una Coppa delle Coppe (1972-1973).

### Bruno Pardi
Fu dirigente del Milan nella stagione 1964-1965 e presidente della società rossonera dal 1975 al 1976.

### Vittorio Duina
Fu presidente del Milan dal 1976 al 1977.

### Felice Colombo
Fu presidente del Milan dal 1977 al 1980 e vicepresidente della società rossonera dal 1980-1981 al 1981-1982. Sotto la sua presidenza il Milan vinse una Coppa Italia, lo scudetto della stella (1978-1979), il decimo della storia rossonera, e subì la prima retrocessione in Serie B, che fu decretata dalla F.I.G.C. a causa dello scandalo italiano del calcioscommesse del 1980.

### Gaetano Morazzoni
Fu presidente del Milan dal 1980 al 1982. Durante la sua presidenza la società rossonera vinse una Coppa Mitropa (1981-1982) e ottenne la sua prima promozione in Serie A (1980-1981).

### Giuseppe Farina
Fu presidente del Milan dal 1982 al 1986. Durante la sua presidenza la società rossonera conobbe la sua seconda retrocessione in Serie B, questa volta conseguita sul campo.

### Rosario Lo Verde
Fu dirigente del Milan dal 1980 al 1982, vicepresidente nella stagione 1984-1985 e presidente della società rossonera dal 13 gennaio 1986 al 24 marzo 1986.

### Silvio Berlusconi
Proprietario del Milan dal 20 febbraio 1986 al 13 aprile 2017, è stato il presidente più longevo nella storia del club, dato che ha ricoperto la carica per 20 anni, dapprima a partire dal 24 marzo 1986 fino al 21 dicembre 2004, quando si è dimesso a seguito dell'approvazione di una legge disciplinante i conflitti d'interesse, e poi per altri due anni, dal 15 giugno 2006 all'8 maggio 2008, quando divenne Presidente del Consiglio. Il 29 marzo 2012 il consiglio di amministrazione della società lo ha nominato presidente onorario, carica che ha ricoperto fino al 13 aprile 2017.
Berlusconi è anche il patron più vincente della storia rossonera, avendo conquistato 29 trofei in 31 anni di proprietà del club (26 titoli nei 20 anni di presidenza e 3 negli 11 anni di vicepresidenza vicaria di Adriano Galliani): 8 scudetti (1987-1988, 1991-1992, 1992-1993, 1993-1994, 1995-1996, 1998-1999, 2003-2004, 2010-2011), 1 Coppa Italia (2002-2003), 7 Supercoppe italiane (1988, 1992, 1993, 1994, 2004, 2011, 2016), 5 Coppe dei Campioni/UEFA Champions League (1988-1989, 1989-1990, 1993-1994, 2002-2003, 2006-2007), 5 Supercoppe UEFA (1989, 1990, 1994, 2003, 2007), 2 Coppe Intercontinentali (1989, 1990) e 1 Coppa del mondo per club FIFA (2007).

### Li Yonghong
Fu presidente dal 14 aprile 2017 al 21 luglio 2018. Di nazionalità cinese, primo straniero dai tempi di Alfred Edwards, sotto la sua breve presidenza il Milan raggiunse una finale di Coppa Italia.

### Paolo Scaroni
Già componente del consiglio d'amministrazione dal 14 aprile 2017, dopo la cessione del club da parte di Fininvest all'imprenditore cinese Li Yonghong, diventa presidente del Milan dal 21 luglio 2018, dopo il passaggio del club al fondo d'investimento americano Elliott Management Corporation, guidato da Paul Singer. Rimane in carica anche quando, il 31 agosto 2022, la proprietà del Milan passa al fondo americano RedBird Capital Partners, guidato da Gerry Cardinale. Sotto la sua presidenza il Milan ha vinto uno scudetto (2021-2022) ed una Supercoppa italiana (2024).

## Elenco in base agli anni di presidenza
Di seguito l'elenco dei presidenti del Milan in ordine di longevità (il computo è arrotondato tenendo conto esclusivamente degli anni di inizio e fine carica).
- 20 anni

Silvio Berlusconi: 1986-2004 e 2006-2008
- 19 anni

Piero Pirelli: 1909-1928
- 10 anni

Alfred Edwards: 1899-1909
- 9 anni

Umberto Trabattoni: 1945-1954
Andrea Rizzoli: 1954-1963
- 7 anni

Paolo Scaroni: 2018-presente
- 4 anni

Mario Benazzoli: 1929-1933
Franco Carraro: 1967-1971
Giuseppe Farina: 1982-1986
- 3 anni

Luigi Ravasco: 1928-1929 e 1933-1935
Emilio Colombo: 1936-1939
Albino Buticchi: 1972-1975
Felice Colombo: 1977-1980
- 2 anni

Felice Riva: 1963-1965
Gaetano Morazzoni: 1980-1982
- 1 anno

Pietro Annoni 1935-1936
Achille Invernizzi: 1939-1940
Luigi Carraro: 1966-1967
Federico Sordillo: 1971-1972
Bruno Pardi: 1975-1976
Vittorio Duina: 1976-1977
Li Yonghong: 2017-2018
- Meno di un anno

Rosario Lo Verde: 1986

### Esplicative
1. ↑  Adriano Galliani vicepresidente vicario.

### Bibliografiche
1. ↑   Marco Conterio, Da Edwards a Li: Scaroni è il 23º presidente del Milan, su tuttomercatoweb.com, 21 luglio 2018. URL consultato il 12 agosto 2018.
2. ↑  Panini, p. 727.
3. ↑  Carica vacante dal 2004 al 2006 e dal 2008 al 2017, Presidente onorario dal 2012 al 2017. Cfr.  È ufficiale: Berlusconi lascia la presidenza del Milan, su repubblica.it, 28 dicembre 2004.;  Berlusconi, dimissioni dovute, su gazzetta.it, 8 maggio 2008.;  Una bellissima notizia, su acmilan.com, 30 novembre 2011.;  Bentornato presidente, su acmilan.com, 30 marzo 2012.